# Varanges
Varanges település Franciaországban, Côte-d’Or megyében. Lakosainak száma 688 fő (2022. január 1.). Varanges Magny-sur-Tille, Tart-le-Bas, Fauverney, Genlis, Marliens, Rouvres-en-Plaine és Tart községekkel határos.

## Népesség
A település népessége az elmúlt években az alábbi módon változott:
| Lakosok száma | 384  | 568  | 572  | 828  | 751  | 729  | 716  | 697  | 691  | 688  |
|               | 1968 | 1982 | 1990 | 2006 | 2013 | 2015 | 2017 | 2019 | 2020 | 2022 |